# Nemonapride
Nemonapride (エミレース, Emilace (JP)) là một thuốc chống loạn thần không điển hình được phê duyệt tại Nhật Bản để điều trị tâm thần phân liệt. Nó được ra mắt bởi Yamanouchi vào năm 1991. Nemonapride hoạt động như một chất đối kháng thụ thể D 2 và D 3, và cũng là một chất chủ vận thụ thể 5-HT 1A  mạnh. Nó có ái lực với các thụ thể sigma.